# ISO 3166-2:TW
Kódy ISO 3166-2 pro Tchaj-wan identifikují 13 okresů, 6 centrálně spravovaných měst a 3 města (stav v listopadu 2015). První část (TW) je mezinárodní kód pro Tchaj-wan, druhá část sestává ze tří písmen identifikujících kraj nebo město.

## Seznam kódů

### Centrálně spravovaná města na úrovni provincie
```
TW-TNN 
Tchaj-nan
 
TW-TXG 
Tchaj-čung

TW-NWT 
Nová Tchaj-pej

TW-KHH 
Kao-siung
 
TW-TPE 
Tchaj-pej
 
TW-TAO 
Tchao-jüan
```

### Města na úrovni okresů
```
TW-CYI 
Ťia-i
 
TW-HSZ 
Sin-ču
 
TW-KEE 
Ťi-lung
```

### Okresy
```
TW-CHA 
Čang-chua

TW-HUA 
Chua-lien

TW-ILA 
I-lan

TW-YUN 
Jün-lin

TW-MIA 
Miao-li

TW-NAN 
Nan-tou

TW-PEN 
Pcheng-chu

TW-PIF 
Pching-tung

TW-HSQ 
Sin-ču

TW-TTT 
Tchaj-tung

TW-CYQ 
Ťia-i
```